# Neobathymysis
Neobathymysis är ett släkte av kräftdjur. Neobathymysis ingår i familjen Mysidae.
Kladogram enligt Catalogue of Life:
| Neobathymysis | \| \| Neobathymysis japonica \| \| \| \| \| \| Neobathymysis renoculata \| \| \| \| |
|               | \| \| Neobathymysis japonica \| \| \| \| \| \| Neobathymysis renoculata \| \| \| \| |
|               | Neobathymysis japonica                                                              |
|               |                                                                                     |
|               | Neobathymysis renoculata                                                            |
|               |                                                                                     |